# Sohemus d'Armènia
Sohemos o Sohemus d'Armènia fou rei d'Armènia vers el 140 o 144 i fins a una data propera al 161 i altre cop del 163 fions a una data entre 185 i 197. Pel seu nom es creu que podia ser de la dinastia dels samsigeràmides d'Emesa. Era fill d'Aquemènides que podria haver estat ja rei doncs s'han trobat algunes monedes que el mostren amb la diadema reial, que li hauria donat Antoní Pius (138-161)
A la mort de Vologès I d'Armènia va pujar al tron probablement Aureli Pacoros que va governar un temps; abans del 144 ja havia estat nomenat rei Sohemus, però el 161 fou enderrocat pel rei de Pàrtia que va posar al tron a l'arsàcida Pacoros (probablement un personatge diferent a l'Aureli Pacoros abans esmentat) que només va durar dos anys (161-163). El 162, el governador de Capadòcia, Sedaci Severià va envair Armènia però fou derrotat a Elegeia i es va suïcidar. El 163 Marc Aureli va enviar al general Estaci Prisc, que va ocupar Artàxata, va fer fugir a Pacoros i va restablir a Sohemus, que era senador i cònsol de Roma. Artàxata fou destruïda i fou substituïda per una nova ciutat no gaire lluny anomenada Cenèpolis, dissenyada per l'arquitecte Suides, i que podria correspondre a Vagharxapat (segons Moisès de Khorèn); Antoní Pius i Luci Ver van prendre el títol de Armeniacus (vencedor dels armenis). Luci Marci Ver, que va substituir a Prisc, la va convertir en la capital.
En el seu regnat hi va haver alguna revolta com la del sàtrapa Tiridates, que quasi li costa el tron que només va poder mantenir per la intervenció de Publi Marci Ver (Publius Martius Verus), governador romà de Capadòcia. Aquest episodi força fosc ha estat situat a diverses dates, sent les més probables el 168 i el 172. Llavors es va refermar el rol de capital de Valarxapat-Kainèpolis (avui dia Vagharxapat). Allí es va instal·lar una guarnició romana formada per soldats destacats de les legions de Capadòcia, que almenys hi va romandre fins al 185 i tenia per objecte mantenir la calma a la ciutat i entorn i garantir el poder de Sohemus.
Sohemus va governar fins a una data desconeguda però que devia ser propera al 180. El seu fill Sanatruk que el va succeir va governar fins al 197. La cronologia dels sobirans armenis al segle ii és molt confosa i incerta doncs les fronts grecoromanes tenen llacunes importants i el text de Moisès de Khorèn presenta greus confusions cronològiques.
El successor hauria estat el fill de Sohemus, Sanatruk II. Cyrile Toumanoff estima que el Gran-Rei dels Parts Vologès va imposar com a successor de Sohemus a la mort d'aquest, al seu propi fill també anomenat Vologès, II d'Armènia, que és possible que hagués alternat el tron amb el pro-romà Sanatruk, com havia passat altres cops; Vologès i Sanatruk apareixen com a reis vers 180/185 a 191/197.